# П'єрлуїджі Колліна
П'єрлуї́джі Колліна (італ. Pierluigi Collina; нар. 13 лютого 1960 року, Болонья, Італія) — футбольний суддя, голова суддівського комітету УЄФА, консультант Італійської асоціації арбітрів, куратор суддівського комітету ФФУ.

## Біографія
Виступав на позиції центрального півзахисника в аматорських командах «Дон Оріон» і «Паллавічіні».
У 1977 році вступив на курси футбольних арбітрів. З 1980 року обслуговував поєдинки місцевих футбольних команд. У 1984 році отримав диплом Болонського університету зі спеціальності «Фінансовий консультант».
З 1988 року обслуговував поєдинки італійського чемпіонату в Серіях C2 і C1. З 1991 року обслуговував поєдинки в серіях B і A.
З 1995 року — арбітр ФІФА. У 1996 році обслуговував п'ять матчів Олімпіади в Атланті, в тому числі і фінал Нігерія — Аргентина.
На ЧС-1998 обслуговував матчі Бельгія — Нідерланди і Франція — Данія.
У 1999 році обслуговував фінальний матч Ліги чемпіонів «Баварія» — «Манчестер Юнайтед».
На Євро-2000 обслуговував матчі Нідерланди — Чехія, Німеччина — Англія і Франція — Іспанія.
На ЧС-2002 обслуговував матчі Аргентина — Англія, Туреччина — Японія і фінал Бразилія — Німеччина.
У 2004 році обслуговував фінал Кубка УЄФА «Марсель» — «Валенсія».
На Євро-2004 обслуговував матчі Португалія — Греція, Хорватія — Англія і Греція — Чехія.
У 2005 році завершив суддівську кар'єру після досягнення віку 45 років.
4 липня 2010 року очолив суддівський комітет УЄФА.
5 липня 2010 року підписав угоду терміном на два роки з Федерацією футболу України на виконання функцій куратора системи суддівства в професіональному футболі України, згідно з яким буде мати широкі повноваження. Зокрема, повинен створити ефективну програму підготовки та організації діяльності арбітрів в українських професіональних футбольних лігах, що перебувають під егідою ФФУ. До його компетенції входить реформування Комітету арбітрів та практичне управління програмами підготовки рефері, призначення суддів на професіональні футбольні матчі в Україні, оцінка арбітражу та визначення санкцій, а також будь-яка інша діяльність та задачі, пов'язані з футбольним арбітражем в українському професіональному футболі.
Одружений. Виховує двох дочок.

## Досягнення
- Найкращий арбітр за версією IFFHS — 1998, 1999, 2000, 2001, 2002, 2003.
- Найкращий арбітр Італії — 1997, 1998, 2000, 2002, 2003, 2004, 2005.
- Найкращий арбітр за версією IFFHS — за період з 1987 по 2011 рік.